# Els Picons (Capafonts)
Els Picons és una muntanya de 820 metres que es troba al municipi de Capafonts, a la comarca catalana del Baix Camp.